# Söldner (Byzanz)
|  | Dieser Artikel oder Abschnitt wurde wegen inhaltlicher Mängel auf der Qualitätssicherungsseite der Redaktion Geschichte eingetragen (dort auch Hinweise zur Abarbeitung dieses Wartungsbausteins). Dies geschieht, um die Qualität der Artikel im Themengebiet Geschichte auf ein akzeptables Niveau zu bringen. Dabei werden Artikel gelöscht, die nicht signifikant verbessert werden können. Bitte hilf mit, die Mängel dieses Artikels zu beseitigen, und beteilige dich bitte an der Diskussion! |

Ausländer hatten seit dem 4. Jahrhundert als Söldner im Oströmischen Heer gedient. Die kaiserliche Leibwache (hetaireia) bestand vollständig aus Barbaren, um 900 neben Chasaren und Arabern auch Franken. Sie waren weniger in innerbyzantinische Machtkämpfe verwickelt und hatten zudem den Vorteil, dass sie sich als Fremde nicht selbst zum Kaiser aufwerfen konnten. Der byzantinische Universalgelehrte Michael Psellos beschrieb, wie sich der Gegenkaiser Isaak Komnenos 1057 mit einer Leibwache aus Italiern (vermutlich Normannen) und Tauroskythen umgab. Sie waren mit langen Lanzen und Streitäxten bewaffnet.

## Terminologie
Der Ausdruck Söldner (mistophoroi) taucht ab Ende des 10. Jahrhunderts auf, später werden die Ausdrücke symmachoi (Verbündete) und ethnikoi (Fremde) synonym verwendet. Die Söldner standen theoretisch unter dem Kommando eines byzantinischen Ethnarchen, scheinen aber vor allem ihren eigenen Anführern gefolgt zu sein.

## Bezahlung
Seit dem späten 6. Jahrhundert reichten die Goldreserven des byzantinischen Reiches nicht mehr zu Soldzahlungen aus, und Soldaten wurden teilweise mit Naturalien versorgt. Das Datum der Schaffung eigentlichen Militärlandes ist umstritten, diese werden jedoch gewöhnlich auf Kaiser Herakleios zurückgeführt. Ab wann solche Ländereien auch Söldnern zugewiesen wurden, ist unklar, unter den Komnenen hatten jedoch eine Reihe fränkischer Söldner befestigte Güter in der Provinz Armeniakon inne.
Auch die Bezahlung der Söldner musste nicht allein in Gold erfolgen. Niketas Choniates beschreibt, wie barbarischen und halbbarbarischen (mixobarbaroi) Söldnern Güter zugewiesen wurden, wohl zu ihrem Unterhalt. Auch für Robert Crispin und Roussel Phrangopolos ist belegt, dass sie im Armeniakon Güter besaßen.

## Waräger

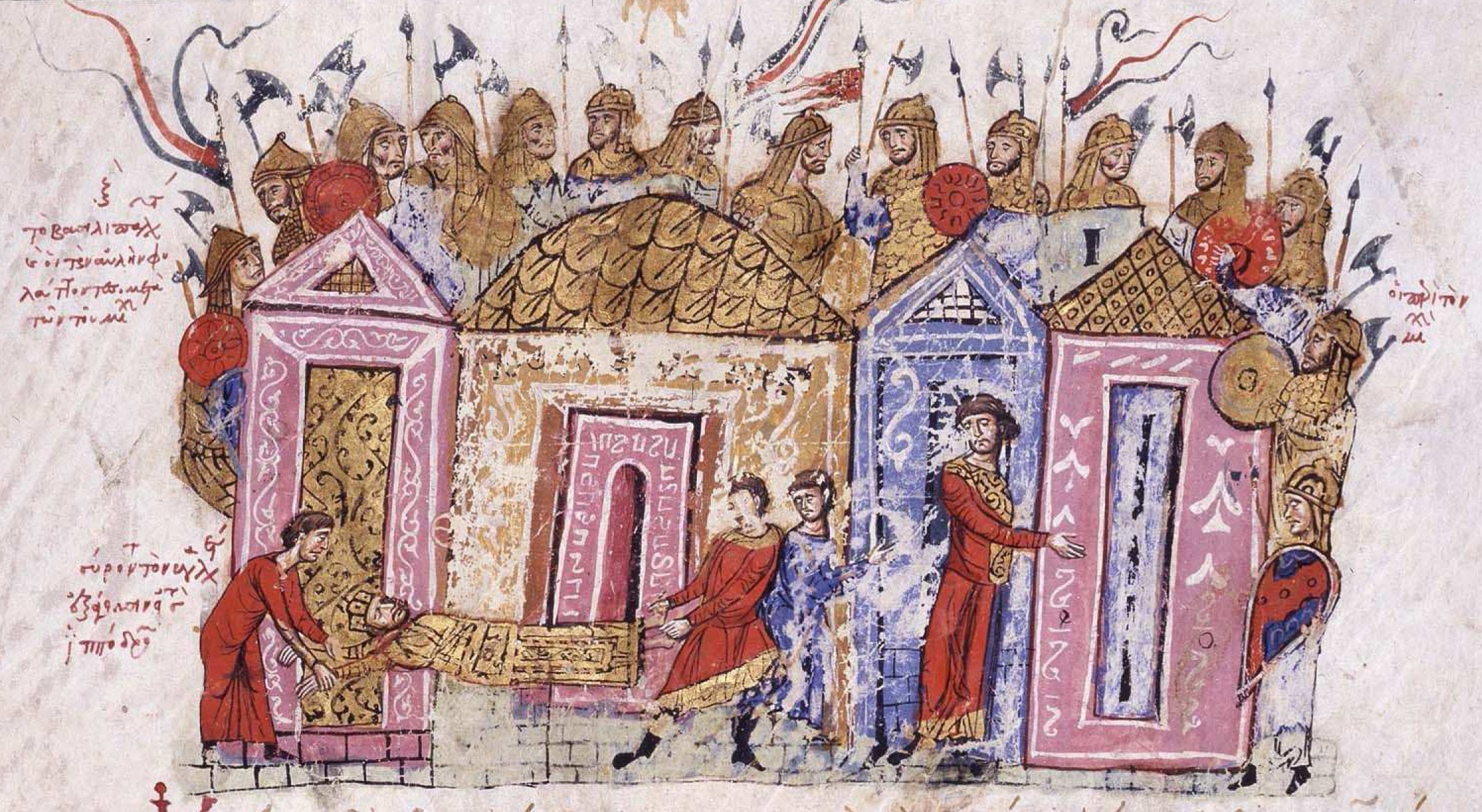
Die Warägergarde in der Chronik des Johannes Skylitzes (12. Jahrhundert)

Waräger dienten traditionell in der kaiserlichen Leibwache (Warägergarde) und kehrten anschließend mit reichem Lohn aus Zarigrad bzw. Zarigard (dt. Zarenstadt, slawischer Name für Konstantinopel) in ihre skandinavische Heimat zurück. Der bekannteste Vertreter ist der spätere König Harald III. von Norwegen, der eine Truppe von 500 Mann kommandierte und dessen Schätze bei seiner Heimkehr angeblich selbst zwölf junge Krieger kaum tragen konnten.
Seit 911 sind Waräger auch in der kaiserlichen Armee nachgewiesen, in der Marine dienten 700 Seeleute (Gasmouloi) in einem Feldzug gegen Kreta 902 und 629 im Jahr 949 unter Konstantin Porphyrogennetos.
415 Waräger nahmen an dem Italienfeldzug von 936 teil. Auch in den Gefechten gegen die Araber in Syrien 955 waren sie beteiligt.
Unter den „Warägern“ befanden sich seit dem 11. Jahrhundert auch Angelsachsen, vielleicht durch die direkte Vermittlung von Eduard dem Bekenner.

## Der Expansionismus von Basileos II.
Sheppard sieht die Expansionspolitik von Basileios II. (976–1018) als einen Hauptgrund für die veränderte Zusammensetzung des byzantinischen Heeres. Mit dem Übergang von einer Verteidigungsstrategie zur territorialen Expansion und dem Bedarf nach Besatzungstruppen wurden professionelle Vollzeit-Soldaten benötigt. Armenier, Magyaren, Chasaren, Rus, Serben und Bulgaren wurden über Verträge mit den entsprechenden Herrschern angeworben. Sogar die arabischen Feinde kommentierten die multikulturelle Natur der byzantinischen Truppen, in denen ohne Dolmetscher keine Kommunikation mehr möglich war.
Diese Hilfstruppen galten jedoch als Verbündete (symmachoi), nicht als Söldner.

## Die Krise im 11. Jahrhundert
Gewöhnlich nimmt man an, dass die Themenverfassung und das zugehörige Heer aus freien Bauern im 11. Jahrhundert in eine Krise gerieten und zunehmend Söldner angestellt wurden.
Andersen nimmt an, dass es die Furcht von Konstantin X. (1059–1067) vor weiteren Meutereien war, die zu einer Reduktion des stehenden Heeres führte. „Nach kurzer Zeit… marschierten nicht mehr stämmige anatolische Bauern und armenische Bergbewohner unter den Fahnen des Imperiums, sondern bezahlte Söldner vom Rand des Reiches.“ Darunter waren Petschenegen und Oghusen von der Donau, Waräger und Rus von der Wolga sowie Normannen, Franken und Sizilianer.
Da Konstantin die Steuerreformen seines Vorgängers, des Komnenen Isaak rückgängig gemacht hatte, musste er an anderer Stelle sparen, und diese andere Stelle war das Heer. Nach Franzius verfielen die Befestigungen, die Schiffe verrotteten in den Docks und die Arsenale wurden nicht mehr aufgefüllt.
„… das byzantinische Heer war nicht mehr die hervorragende Streitmacht, die es fünfzig Jahre früher [1017] gewesen war. Die Provinztruppen reichten nicht aus, um ihre eigenen Bezirke vor den Überfällen zu schützen, und konnten für die Feldzüge des Kaisers keine Mannschaften abgeben.“ So beschreibt Steven Runciman die Situation bei der Thronbesteigung von Michael VII. und schildert dann den Widerwillen des Adels, auf seinen Gütern Truppen auszuheben, die Auflösung der Kavallerietruppen an der syrischen Grenze und die Unterbesetzung der anatolischen Garderegimenter. „Das Gros der Armee bestand jetzt aus ausländischen Söldnern.“ Darunter befanden sich Rus, Skandinavier, (Waräger), Franken, Turkmenen, Petschenegen, Kumanen und Guzzen (Oghusen). Die freien Bauern seien zu diesem Zeitpunkt verarmt und vernachlässigt gewesen.

## Zwangsanwerbungen
Neben Söldnern gab es auch Ausländer, die nicht freiwillig in der byzantinischen Armee dienten. Darunter waren Deportierte, Kriegsgefangene und Sklaven. Manuel I. entschädigte die Eigentümer, wenn Sklaven in die Armee eintraten.
688 sammelte Justinian II. Slawen in Bulgarien und der Gegend von Thessaloniki, „teils freiwillig und teils nicht“ und siedelte sie in der Provinz Opsikion an. Unter diesen Siedlern zog er 692 n. Chr. 30.000 Soldaten zu einem Feldzug gegen die Araber zusammen, von denen dann 20.000 desertierten, worauf der Kaiser die verbleibenden 10.000 zusammen mit den in Bithynien verbliebenen Frauen und Kinder niedermachen ließ.
In den 1040ern wurden nach Skylitzes (460) 15.000 kriegsgefangene Petschenegen, die als Bauern auf der Balkanhalbinsel zwangsangesiedelt worden waren, zum Kampf gegen die Türken ins östliche Anatolien geschickt. 1124 nahm der Kaiser Johannes II. zahlreiche Türken gefangen, die er zur Konversion zwang und der Armee eingliederte (Alexiade III, 26). Auch der Pirat Çaka Bey wurde nach eigenen Angaben unter Nikephoros III. als Gefangener angeworben (Alexiade II, 114).
Tatikios war vor seinem Aufstieg wie sein Vater Sklave.
In anderen Fällen ist nicht ganz klar, ob der Militärdienst freiwillig erfolgte. 843 flohen etwa mehrere Tausend Perser nach Byzanz und traten hier in die Armee ein. 941 trat der gesamte Stamm der arabischen Banū H'abit auf die byzantinische Seite über, die Männer traten in der Folge ebenfalls ins Heer ein (ibd.).

## Franken
Unter diesen Sammelbegriff fielen Bewohner von Gallien (später Frankenreich), Germanien (später Ostfrankenreich) und germanischsprachige Siedler aus Italien.
Franken sind ab 900 in der kaiserlichen Leibwache nachgewiesen. Nach Shepard gibt es vor 1038 jedoch keine Belege für fränkische Söldner im byzantinischen Heer, sie treten erst ab der Mitte des 11. Jahrhunderts massiert in den Quellen auf. Seit 1047, dem Aufstand des Leon Tornikes gegen Konstantin IX. Monomachos sind sie auch in Konstantinopel nachgewiesen. Magadalino schätzt, dass 1057 ca. 2.000 und 1071 mindestens 3.000 Normannen in dem byzantinischen Heer dienten, vor allem als schwere Lanzenreiter. Zwei Tagmata waren in Koloneia in der Provinz Armeniakon stationiert, eines in der Hauptstadt selbst. Außerdem hatten zwischen 1050 und 1076 mindestens 500 Franken im Armeniakoi ihr Winterquartier, darunter die berüchtigten späteren Rebellen Hervé Phrangopoulos (mit 300 Mann), Robert Crispin und Roussell von Bailleul (mit 400 Mann). Die Franken galten traditionell als geldgierig (philochrēmaton).
Zusammen mit den Franken wurden Normannen für Feldzüge gegen die Türken angeworben. Normannen sind so in Kämpfen in Diyarbakır, Erzerum, Mantzikert und Edessa belegt.
Auch Philaretos Brachamios setzte in seinem Teilstaat um Germanikeia nach Matthias von Edessa 800 normannische Söldner ein.

## Kumanen
Im Vorfeld der Schlacht bei Manzikert 1071 gingen die kumanischen Söldner unter Joseph Tarchaniotes, nach Runciman einem geborenen Türken, vor der ersten Feindberührung zu Alp Arslan über.

## Petschenegen
In den 1040ern wurden nach Skylitzes (460) 15.000 kriegsgefangene Petschenegen, die als Bauern auf der Balkanhalbinsel zwangsangesiedelt worden waren, zum Kampf gegen die Türken ins östliche Anatolien geschickt.

## Rus
988 bat Basileios II. Wladimir I. von Kiew um Truppen, um eine Rebellion seiner östlichen Heeresteile niederzuschlagen. Wladimir sandte 6.000 Männer und erhielt die Hand von Anna Porphyrogeneta, der Schwester Basileos’. Daneben gab es auch Initiativen einzelner Gruppen. So überquerten um 1020 800 Rus das Schwarze Meer, angeblich, um in Konstantinopel als Söldner anzuheuern. Wegen vorheriger schlechter Erfahrungen mit plündernden Barbaren misstraute man jedoch ihren Absichten, und sie wurden allesamt niedergemacht.

## Bulgaren
Unter Justinian II., 688/89 oder 689/90, wurden bulgarische oder slawische Truppen zwangsangeworben.

## Serben
Laut Konstantin Porphyrogennetos hatten die Serben in den ersten Jahrhunderten der slawischen Landnahme auf der Balkanhalbinsel den Status von Föderaten und mussten dem byzantinischen Kaiser bei größeren militärischen Unternehmungen 500 Soldaten bereitstellen. In der Schlacht bei Sirmium 1167 kämpften letztmals serbische „Verbündete“ auf Seiten von Byzanz.

## Armenier
Armenier hatten immer einen bedeutenden Teil des stehenden Heeres gestellt. Konstantinus IX. Monomachus hatte jedoch 1053 die armenische Miliz aufgelöst, und Konstantin X. Dukas begannen Verfolgungen armenischer Monophysiten, welche die Beziehungen zum Reich komplizierten.
Armenier stellten meist die Hauptgruppe der Ethnikoi. Das Reich hatte jedoch immer unter starkem byzantinischen Einfluss gestanden, und rechtgläubige Armenier wurden nicht unbedingt als Fremde angesehen. Bereits Maurikios hatte Armenier nach Thrakien umgesiedelt, wo sie als Soldaten dienen sollten. Von Konstantin X. bis Alexios I. hatten Armenier
durchgehend hohe militärische Ämter inne und wurden meist rasch byzantinisiert/romanisiert.